# Hvala
Hvala est une ourse vivant dans les Pyrénées. Son nom signifie « merci » en slovène. Son habitat est situé dans le Val d'Aran, au nord de la Catalogne espagnole, ainsi que dans une partie des départements français de la Haute-Garonne et de l'Ariège.
Elle est le troisième ours brun originaire de Slovénie introduit dans les Pyrénées françaises, son lâcher ayant eu lieu dans la nuit du 16 au 17 mai 2006 sur la commune d'Arbas, au sud du département de la Haute-Garonne. Âgée de cinq ans au moment de sa capture, elle a mis bas deux femelles, nommées Pollen et Bambou, en janvier 2007 puis deux autres oursons femelles au cours de l'hiver 2008-2009.
En novembre 2008, elle a agressé un chasseur espagnol près du village de Les (Catalogne). Cependant, elle n'a pas été considérée comme dangereuse et donc laissée en liberté, le comportement du chasseur ayant été jugé inapproprié par les autorités.
Hvala et ses deux oursons ont attaqué plusieurs troupeaux de brebis sur la commune de Sentein (Ariège) durant l'été 2009, ce qui a entretenu, auprès des bergers locaux, la polémique au sujet de la présence des ours « slovènes » dans les Pyrénées.

## Observations
| \| Arbas Sentein Fos Les Vielha \|             |
| Zone d'observation de Hvala dans les Pyrénées. |
| Arbas Sentein Fos Les Vielha                   |

En 2009, Hvala a été identifiée une fois, au mois de juillet, à Sentein (Ariège). 
Au cours de la saison 2010, Hvala a été repérée 29 fois, sur trois communes françaises : Melles et Boutx en Haute-Garonne, Saint-Lary (Ariège) et une commune espagnole : Canejan, dans le Val d'Aran.
Le 27 août 2013, Hvala est repérée et photographiée par le système automatique de détection des ours dans le Val d'Aran, accompagnée de deux oursons nés probablement l'hiver précédent. Les photos sont publiées sur le site du Conseil général d'Aran. En octobre, ces trois ours sont filmés à Fos (Haute-Garonne) en plein jour,.
Durant l'été 2015, Hvala est à nouveau photographiée avec deux oursons de l'année, puis avec les mêmes oursons, en avril 2016, à Vielha e Mijaran.

## Descendance
Hvala a eu onze oursons nés dans les Pyrénées jusqu'en 2018, répertoriés dans le tableau suivant :
| Nom       | Sexe     | Date de naissance | Père                 |
| --------- | -------- | ----------------- | -------------------- |
| Bambou    | Féminin  | 2007              | Fécondée en Slovénie |
| Pollen    | Féminin  | 2007              | Fécondée en Slovénie |
| Nheu      | Féminin  | 2009              | Pyros                |
| Noisette  | Féminin  | 2009              | Pyros                |
| Callisto  | Féminin  | 2011              | Pyros                |
| Soulane   | Féminin  | 2011              | Pyros                |
| Pépite    | Masculin | 2011              | Pyros                |
| Châtaigne | Féminin  | 2013              | Moonboots            |
| Gaïa      | Féminin  | 2013              | Moonboots            |
| Flocon    | Masculin | 2015              | Moonboots            |
| Aran      | Féminin  | 2015              | Moonboots            |

Hvala donne naissance à des oursons tous les deux ans, en année impaire, sauf en 2017.
Sa fille Bambou a donné naissance à plusieurs oursons : deux femelles en 2010 (nommées Fadeta et Floreta), un ou plus probablement deux autres oursons en 2012 (dont un mâle), ayant également pour père Pyros.

### Documents
- Photos de son lâcher sur le site du ministère français de l'écologie.